# 二战全国抵抗运动纪念奖章
二战全国抵抗运动纪念奖章（捷克語：Pamětní odznak druhého národního odboje）是捷克斯洛伐克第三共和国政府于1946年设立的纪念奖章。

## 历史
1946年5月14日政府决议宣布设立“二战全国抵抗运动纪念奖章”。1946年6月26日内政部第“G-3010-23/5-46-III 3”法令（官方公报第116/1946号）正式设立该奖章，1947年4月3日生效。1947年3月27日内政部第“328/1948 Ú.l.I”法令修改了部分内容。该纪念奖章奖励在第二次世界大战中积极作战的捷克斯洛伐克游击队员。

## 样式
奖章直径35毫米，由青铜制成。正面是一个女性头像，顶部有一层椴树枝，奖章下方边缘刻有“ZA VÉRNOST 1939—1945”字样。背面为四行字“NA PAMĚŤ DRUHÉHO NARODNÍHO ODBOJE”。下方刻有月桂花环。丝带（绶带）宽38毫米，长55毫米。纵向分为七条交替的红色和白色条纹。边缘的两个条纹宽2毫米，颜色为红色；内部五个条纹均宽6.8毫米。